# Hold on to Now
Hold on to Now è un singolo discografico della cantante australiana Kylie Minogue, pubblicato nel 2023 ed estratto dal suo sedicesimo album in studio Tension.

## Tracce
- Download digitale

1. Hold on to Now – 3:57
2. Hold on to Now (extended mix) – 5:28